# Mellangöl, Västergötland
Mellangöl är en sjö i Svenljunga kommun i Västergötland och ingår i Ätrans huvudavrinningsområde.